# Robert Gray (Dichter)
Robert Gray (* 23. Februar 1945) ist ein australischer Dichter.
Gray wuchs in der Kleinstadt Coffs Harbour an der Nordküste von New South Wales auf; diese Küste ist auch Schauplatz vieler Gedichte, die seinen Ruf als herausragenden Landschaftsdichter begründen. Heute lebt er in Sydney. Edward Thomas, D. H. Lawrence und William Carlos Williams gehören zu seinen literarischen Vorbildern. Gray gilt neben Les Murray als einer der bedeutendsten australischen Dichter der Gegenwart.

## Werke
Gedichtbände
- Introspect, Retrospect. Lyre-Bird Writers, Sydney 1970, ISBN 0909712026.
- Creekwater Journal. University of Queensland Press, St. Lucia, Queensland 1974, ISBN 0702209457.
- Grass Script. Angus & Robertson, Sydney 1979, ISBN 0207141290.
- The Skylight. Angus & Robertson, Sydney 1984, ISBN 0207148880.
- Piano. Angus & Robertson, North Ryde, New South Wales 1988, ISBN 0207158908.
- Certain Things. William Heinemann Australia, Port Melbourne 1993, ISBN 0855615060.
- Lineations. Duffy & Snellgrove, Potts Point, New South Wales 1996, ISBN 1875989072.
- New Selected Poems. Duffy & Snellgrove, Sydney 1998, ISBN 1875989234.
- Afterimages. Duffy & Snellgrove, Potts Point, New South Wales 2002, ISBN 1876631228.

Gedichte in deutscher Übersetzung
- Schwindendes Licht. Englisch und Deutsch. Übersetzt von Joachim Sartorius. Reche, Neumarkt 2008, ISBN 3929566575.

Prosa
- The Land I Came Through Last. Giramondo Publishing, Artarmon, New South Wales 2008, ISBN 1920882359.

Herausgeber
- Shaw Neilson: Selected Poems. Angus & Robertson, Pymble, New South Wales 1993, ISBN 020717170X.
- John Olsen: Drawn from Life. Duffy & Snellgrove, Sydney 1997, ISBN 187598917X.
- mit Geoffrey Lehmann: The Younger Australian Poets. Hale & Iremonger, Sydney 1983, ISBN 0-86806-064-X, ISBN 0-86806-065-8.
- mit Geoffrey Lehmann: Australian Poetry in the Twentieth Century. Heinemann, Port Melbourne 1991, ISBN 0-85561-391-2.

## Auszeichnungen
- 1985: New South Wales Premier's Award for Poetry (für Selected Poems)
- 1985: Adelaide Festival of the Arts Award
- 1985: Grace Leven Poetry Prize
- 1990: Patrick White Award
- 1994: Victorian Premier's Literary Award (für Certain Things)
- 2002: Victorian Premier's Literary Award (für Afterimages)
- 2002: The Age Poetry book of the Year (für Afterimages)